# Каркас (конструкція)

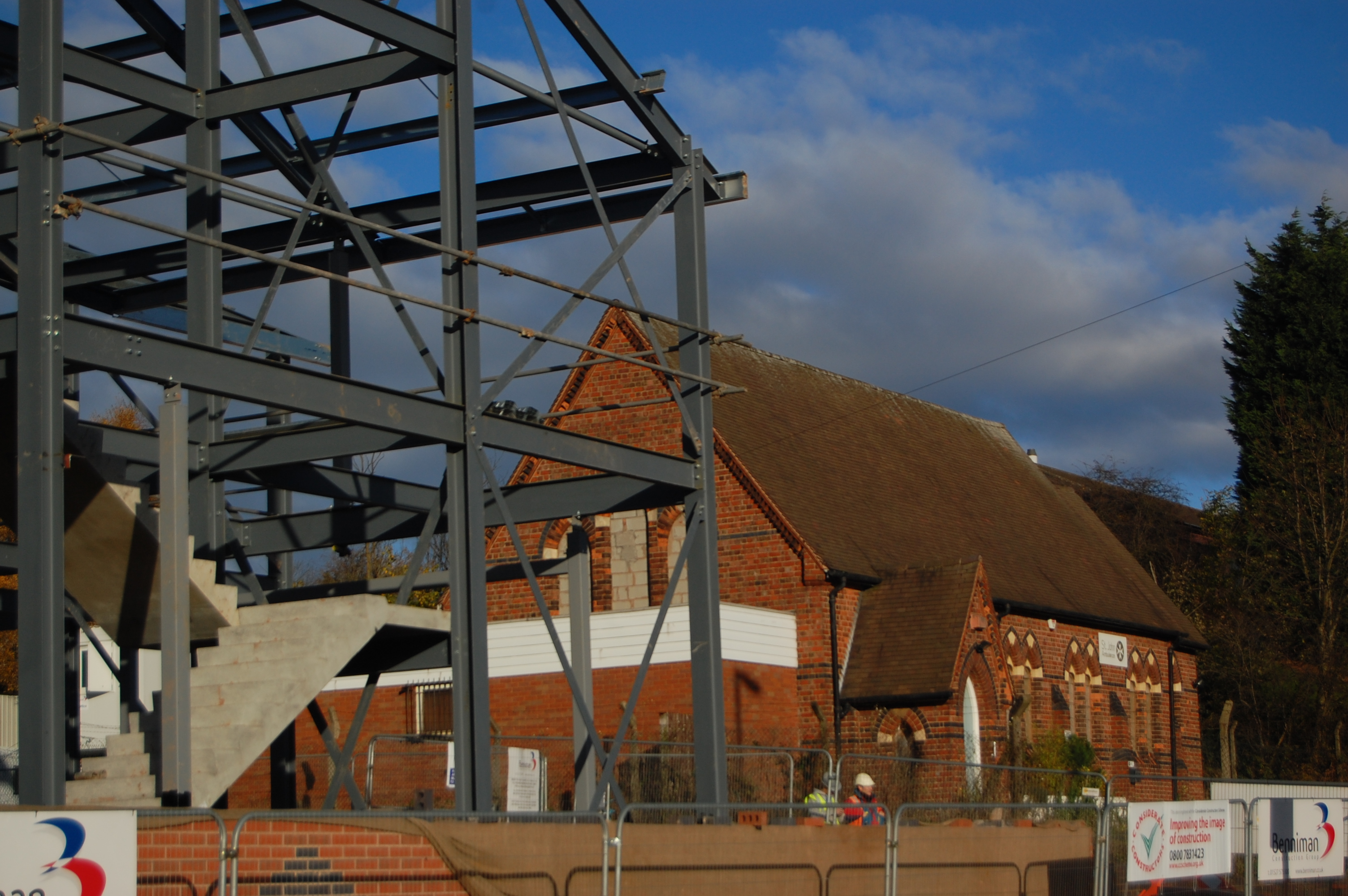
Сталевий каркас будівлі

Карка́с (фр. carcasse, від італ. carcassa) — це несуча основа (кістяк) будинку, споруди, виробу або конструкції, що забезпечує їхню міцність, стійкість, довговічність і форму. Складається з прямих або вигнутих елементів (наприклад, у будинках — з колон, балок, ферм, арок тощо), скріплених між собою. Каркаси переважно виготовляють з металу (наприклад, сталеві каркаси будинків, арматурні каркаси залізобетонних конструкцій і виробів), залізобетону (каркасно-панельні конструкції) або деревини.
Каркас — це одна з двох конструктивних систем (зрубна та каркасна) в будівництві дерев'яних будівель.

## Загальна інформація
Складається з прямо- або криволінійних елементів (наприклад, у будинках — з колон, балок, ферм, арок тощо), скріплених між собою. Виготовляють каркаси переважно з металу (наприклад, сталеві каркаси будинків, арматурні каркаси залізобетонних конструкцій і виробів), залізобетону або деревини.
За способом забезпечення загальної жорсткості та стійкості каркаси поділяються на рамні, в яких вузли сполучень елементів конструюються жорсткими у вигляді рам, здатних сприймати згинальні моменти і поперечні сили від вітрових навантажень та власні ваги; в'язеві — з шарнірними або частково защемленими вузлами, де вітрові навантаження сприймаються жорсткими горизонтальними і вертикальними діафрагмами і рамно-в'язеві, у яких в одному напрямі встановлено рами, в іншому — в'язі.

## Каркас будівлі

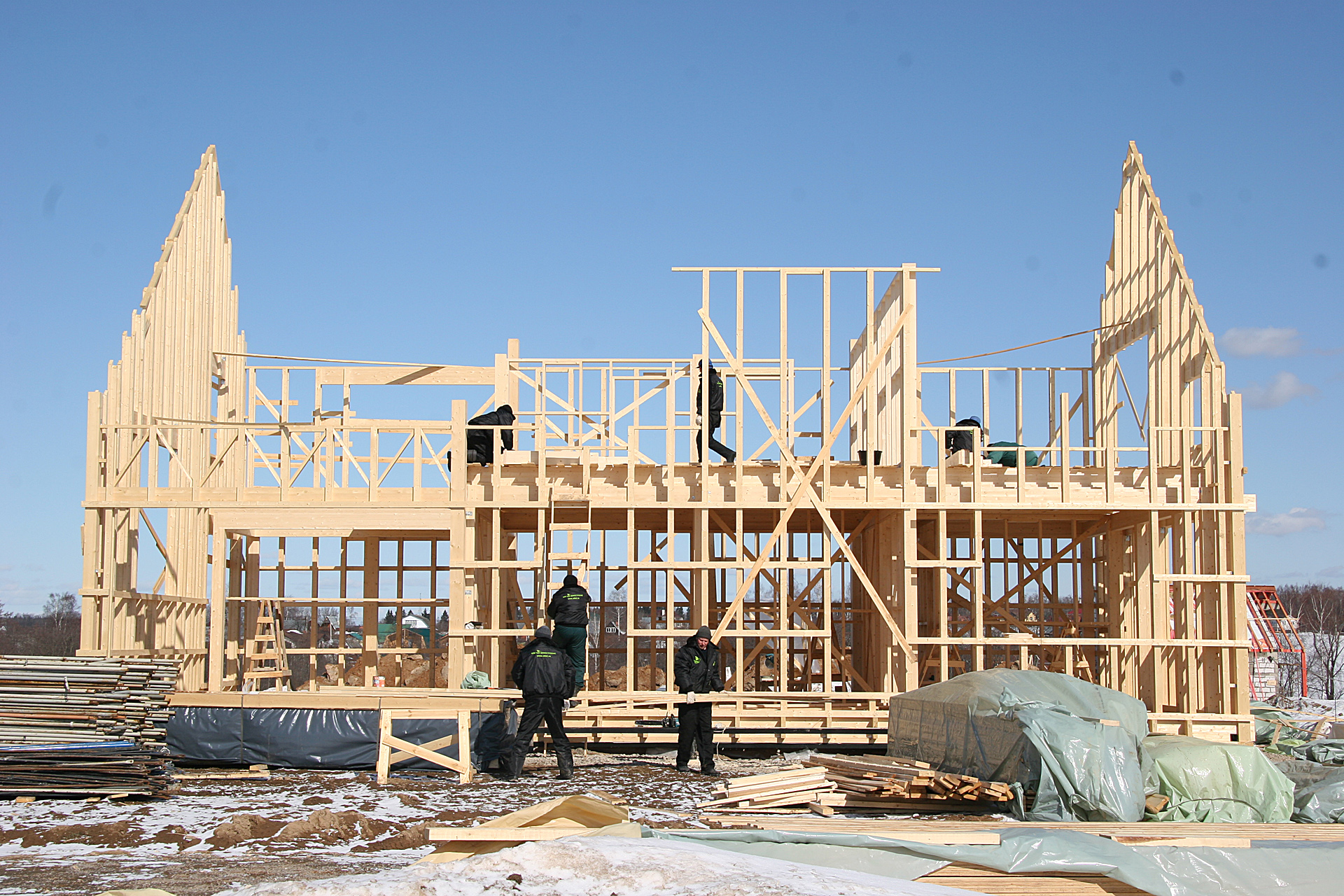
Дерев'яний каркас у процесі спорудження

Каркасні будівлі — будівлі з тримальними рамами (каркасом), що повністю сприймають вертикальні та горизонтальні навантаження. Елементи рам, що взаємодіють (колони, стовпи та ригелі) опираються осьовим навантаженням, перерізуючим силам і згинальним моментам.
Каркаси будівель складаються, в основному, з колон і ригелів що спираються на них, ферм, на які укладаються елементи, які утворюють перекриття і покриття. Крім повних каркасів, що сприймають всі діючі навантаження і власну вагу конструкцій будівлі, зустрічаються також будівлі з неповним (внутрішнім) каркасом, без колон біля зовнішніх стін, які в цьому випадку разом з каркасом є тримальними конструкціями.
Каркаси розраховуються на навантаження від власної ваги конструкцій будівлі, на корисні навантаження, навантаження від снігу, від вітру і в необхідних випадках на сили, що виникають при сейсмічних впливах і нерівномірних осадках фундаментів. Жорсткість вузлів з'єднання збірних рамних каркасів досягається зварюванням сталевих закладних частин або замонолічуванням випусків арматури, зварених між собою.
Застосування каркасів в поєднанні з легкими огороджувальними конструкціями стін і перегородок з ефективних матеріалів сприяє зниженню ваги будівель в порівнянні з будівлями, що мають масивні стіни. Будинки з каркасів вимагають меншої витрати залізобетону, ніж великопанельні, але при цьому зростає витрата конструкційної сталі.

## Матеріали каркасів

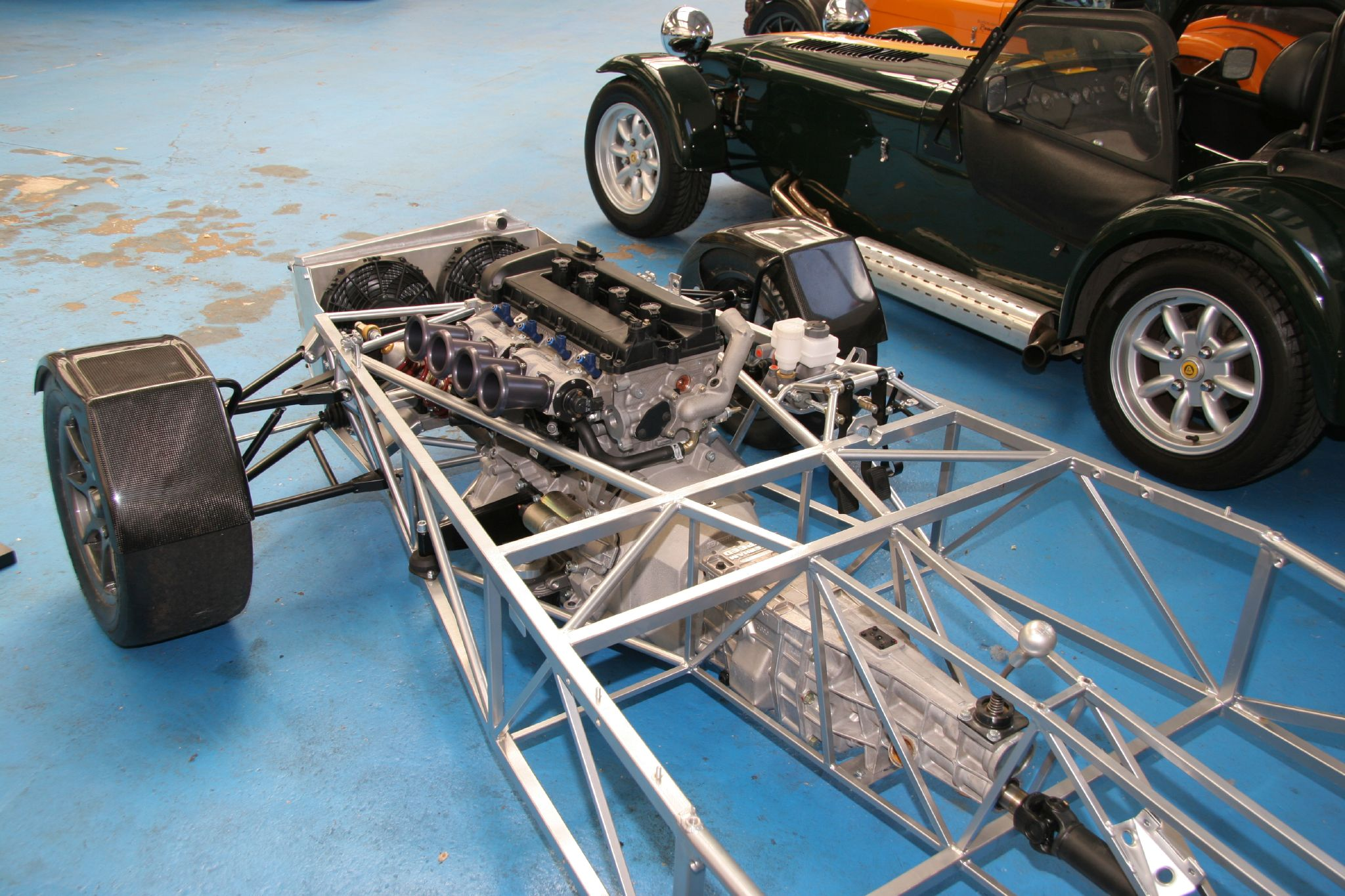
Металевий рамний каркас корпуса перегонового автомобіля

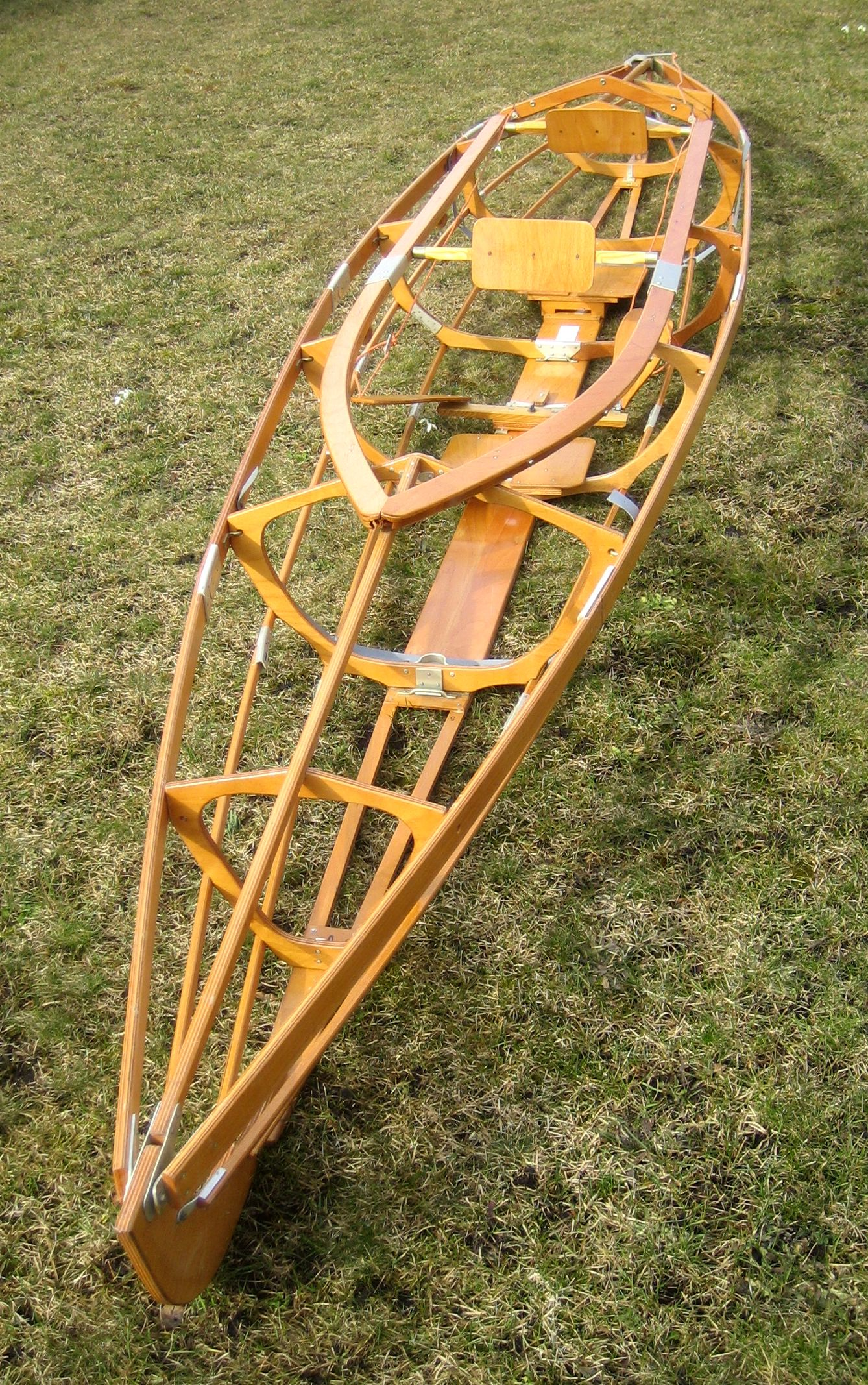
Дерев'яний каркас байдарки

Каркаси будівель виконують із залізобетону, конструкційної сталі, алюмінієвих сплавів, деревини.
Монолітні залізобетонні та сталеві каркаси знаходять застосування в промислових і унікальних громадських будівлях — великих цехах, виставкових павільйонах, стадіонах тощо; дерев'яні каркаси використовуються в малоповерхових проектах будинків і тимчасових спорудах. Каркаси в будівлях також використовуються у формі конструктивної основи великих засклених стінових огороджень.

## Способи обпирання
Збірні залізобетонні каркаси розрізняють за способом обпирання горизонтальних елементів на колони, який буває:
- Консольний — ригелі спираються на консолі, що випускаються з колон, або уступи і гнізда, що залишаються в колонах.
- Платформний — ригелі спираються на торці одноповерхових колон.

При платформному обпиранні стики колон поєднуються з вузлами обпирання, при консольному — стики колон можуть бути і в межах поверху, а колони можливі багатоярусні. Застосовуються також каркаси, ригелі яких входять до складу великопанельних елементів перекриттів на кімнату (безригельні каркаси).

## Каркасно-панельні конструкції
Каркасно-панельні конструкції — будівельні конструкції, що складаються з несучих елементів каркаса й огороджувальних конструкцій, виготовлених з панелей. Вони поділяються на дві конструктивні схеми: з повним каркасом і з внутрішнім каркасом.
Будівлі, споруджені за схемою «повний каркас» конструктивно є просторовим каркасом, який утворюється при допомозі зовнішніх опорних стійок-колон і ребристих панелей перекриття. До стійок каркаса кріпляться панелі стін і внутрішніх перегородок, які є тримальними.
У будівлях типу «внутрішній каркас» зовнішні опорні колони відсутні, а тримальну функцію виконують внутрішні колони і панелі зовнішніх стін на які спираються плити перекриттів.
Прогони каркасно-панельних будівель становлять 5,6 м або 6 м. Уздовж будівлі колони рознесені з кроком 3,2 м або 3,6 м. Висота поверхів таких будівель становить 2,8 м при двоповерховій розрізці колон. З'єднання ригелів і колон зварне. Колони мають консолі, що проходять наскрізь і виготовляються із сталевого двотавра. Ригелі опираються на ці консолі, своєю нижньою частиною, виконаною з підрізкою.
В каркасних будівлях висотою 12 поверхів і вище крок між поперечними рамами може становити 6 м, що дозволяє вільніше проводити планування приміщень.
Висота поверхів у багатоповерхових будівлях, залежно від їхнього призначення може мати такі значення:
- адміністративні будівлі, медичні і навчальні заклади — 3,3 м;
- житлові будівлі та готелі — 2,8 м;
- конструкторські бюро, торговельні центри, лабораторні корпуси — 3,6 м або 4,2 м.